# Saint-Léger-des-Prés
Saint-Léger-des-Prés é uma comuna francesa na região administrativa da Bretanha, no departamento Ille-et-Vilaine. Estende-se por uma área de 5,5 km². Em 2010 a comuna tinha 284 habitantes (densidade: 51,6 hab./km²).